# Heinrich von Stephan

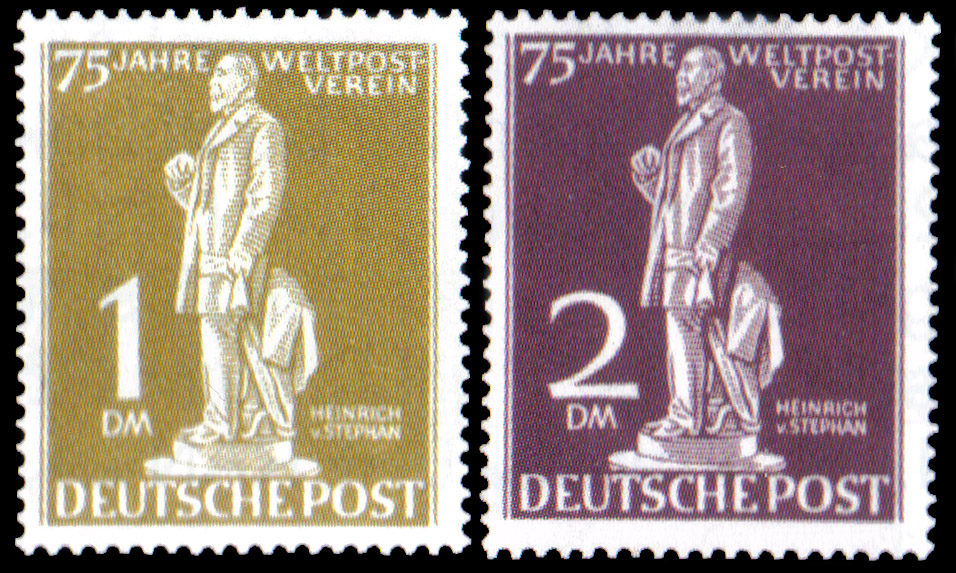
Standbeeld van Heinrich von Stephan op postzegel

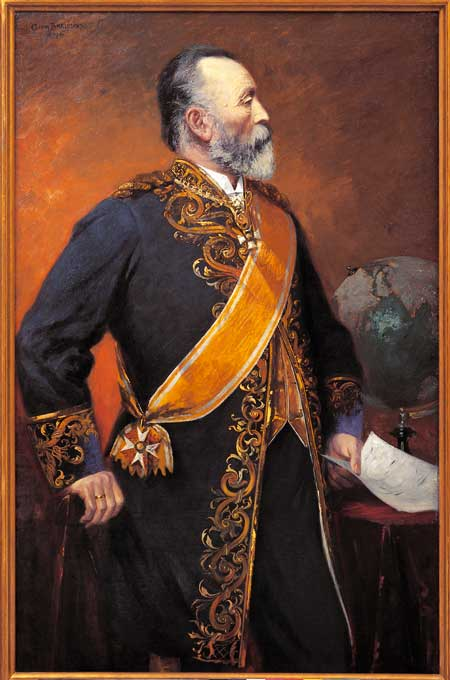
De posterijenhervormer Heinrich von Stephan met de keten en het grootlint van de Orde van de Rode Adelaar

Heinrich von Stephan (Stolp, 7 januari 1831 – Berlijn, 8 april 1897) was algemeen postdirecteur van het Duitse Keizerrijk, die het Duitse postsysteem ingrijpend reorganiseerde. Hij was betrokken bij de oprichting van de Wereldpostunie. Keizer Wilhelm II nam hem op in de exclusieve Wilhelm-Orde.
In 1872 richtte hij het nog altijd bestaande Museum für Kommunikation op.